# Analele de la Salzburg
Annales Iuvavenses sau Analele de la Salzburg sunt o serie de anale scrise între secolul IX și X la Salzburg. Reprezintă o sursă utilă privind sudestul Germaniei (Bavaria) și Austria, acolo unde s-a conservat, dar există în prezent numai fragmentele copiate în secolul XII.
Conform Annales Iuvavenses, în 920 Baiuarii sponte se reddiderunt Arnolfo duci et regnare eum fecerunt in regno Teutonicorum : „Bavarezii, împreună cu alți franci de est, l-au ales rege pe Arnulf, opunându-se lui Henric” (anul exact e 919). Aceasta constituie una din puținele dovezi în favoarea unui regat german înainte de secolul XI, dar ar putea fi o interpolare din secolul XII, așa cum consideră mulți erudiți. Analele de la Salzburg reprezintă de asemenea singura sursă privind o tentativă de asasinare a lui Carloman de către bavarezi, în 878 .